# 安广成
安广成（1613年—1662年），字無爲，號瞿庵，南直隶常州府無錫縣（今屬江蘇省無錫市錫山区）人。明朝巨富安国之曾孙，东林党领袖安希范之第三子，陕西道御史凌漢翀之女婿。

## 家族
曾祖父，安国，明朝出版家、收藏家。祖父，安如山，四川按察司僉事。父亲，安希范，东林八君子。